# Козе-Ууэмыйза
Ко́зе-У́уэмы́йза (эст. Kose-Uuemõisa) — посёлок в волости Козе уезда Харьюмаа, Эстония.

## География и описание
Расположен на берегу реки Пирита в её центральном течении. Расстояние до Таллина — 27 километров. Высота над уровнем моря — 59 метров.
Климат — умеренный. Официальный язык — эстонский. Почтовый индекс — 75102.

## Население
По данным переписи населения 2021 года, в Козе-Ууэмыйза насчитывалось 929 жителей, из них 880 (94,9 %) — эстонцы.
По состоянию на 1 января 2020 года в деревне насчитывалось 882 жителя, из них 408 мужчин и 474 женщины; детей в возрасте до 14 лет включительно — 179, лиц пенсионного возраста (65 лет и старше) — 181.
По данным переписи населения 2011 года в посёлке проживали 874 человека, из них 842 (96,3 %) — эстонцы.
Численность населения посёлка Козе-Ууэмыйза:
| Год  | 1959 | 1970  | 1979   | 1989   | 2000  | 2011  | 2017  | 2018  | 2019  | 2020  | 2021  |
| ---- | ---- | ----- | ------ | ------ | ----- | ----- | ----- | ----- | ----- | ----- | ----- |
| Чел. | 402  | ↗ 840 | ↗ 1098 | ↗ 1242 | ↘ 992 | ↘ 874 | ↘ 840 | ↗ 842 | ↗ 859 | ↗ 882 | ↗ 929 |

## История
Деревня на месте современного посёлка впервые упоминается под названием Tapawolkae в Датской поземельной книге 1241 года. Вскоре в этом месте появилась одна из старейших в Харьюмаа мыз, впервые упомянутая под латинским названием Nova Curia в 1340 году. Позднее за мызой закрепилось немецкое название Нейенгоф (нем. Neuenhof — «Новая мыза»), которое в дальнейшем в эстонском переводе сохранилось за мызой и посёлком (эст. Uuemõisa также означает «Новая мыза»).
В XV—XVI веках мыза принадлежала семейству фон Таубе. В средние века главное здание мызы представляло собой каменное жилое здание, которое могло служить укреплением. В 1850 году мыза перешла во владение семейства фон Икскюль. В 1913 году в русскоязычных источниках Козе-Ууэмыйза упоминается как село Уекюла. 
В 1850-х годах Икскюли построили главное здание мызы, которое сохранилось до сегодняшних дней. Здание было выстроено в стиле неоренессанса, его центральная часть имела два этажа и соединялась одноэтажными крыльями с двухэтажными пристройками по краям. Имелось также несколько вспомогательных строений, расположенных в основном к востоку и юго-востоку от главного здания. Также к востоку от мызы находился большой парк. Мыза была национализирована в ходе земельной реформы 1919 года.
Сегодня крылья главного здания мызы достроены до двух этажей. В здании располагается школа-интернат для детей, испытывающих трудности в учёбе (школа Козейыэ, эст. Kosejõe kool). К комплексу пристроено новое школьное здание. Также в главном здании мызы работает краеведческий музей (основан в 1958 году). В полукилометре к северо-западу от мызы располагается парковая природоохранная зона площадью 24,2 гектара. В парке, в излучине реки Пирита, находится семейное кладбище владельцев мызы Икскюлей, а также руины часовни, построенной в 1886 году в стиле неоготики.

## Посёлок
Посёлок Козе-Ууэмыйза возник в середине XX века, когда в центре мызного комплекса и в его ближайших окрестностях появились новые жилые строения. По состоянию на 2011 год в посёлке работали детский сад, основная школа, библиотека, врачебный пункт, молодёжный центр. За мызным парком расположены школьный стадион и певческая эстрада. 
В детском саду и начальной школе посёлка в 2009/2010 учебном году насчитывалось 45 учеников (в 2002/2003 учебном году — 72). В посёлке действуют предприятия по переработке торфа, металлообработке, транспортным перевозкам и др., работает центр отдыха «Oxforell».
Посёлок имеет сеть центрального водо- и теплоснабжения.
В мызном парке произрастает почти 100 видов деревьев и кустарников. 
В посёлке растёт находящийся под охраной государства дуб Кылли-Тоома (эст. Kõlli-Tooma), предположительно названный в честь Кылли-Тоома, вожака крестьянского восстания против мызников 1805 года. Восстание началось в сентябре с того, что крестьяне Козе-Ууэмыйза отказались от ночной молотьбы. Через несколько дней к ним присоединились несколько десятков крестьян из соседних мыз. На подавление восстания из Ревеля прибыли военные отряды численностью 263 человека с двумя артиллерийскими орудиями. После нескольких сражений восставшие сдались, 32 из них были подвергнуты порке, 12 человек отправлены на принудительные работы или в ссылку.
С 1961 года в Козе-Ууэмыйза проживал исследователь творчества Рерихов П. Ф. Беликов.

## Галерея

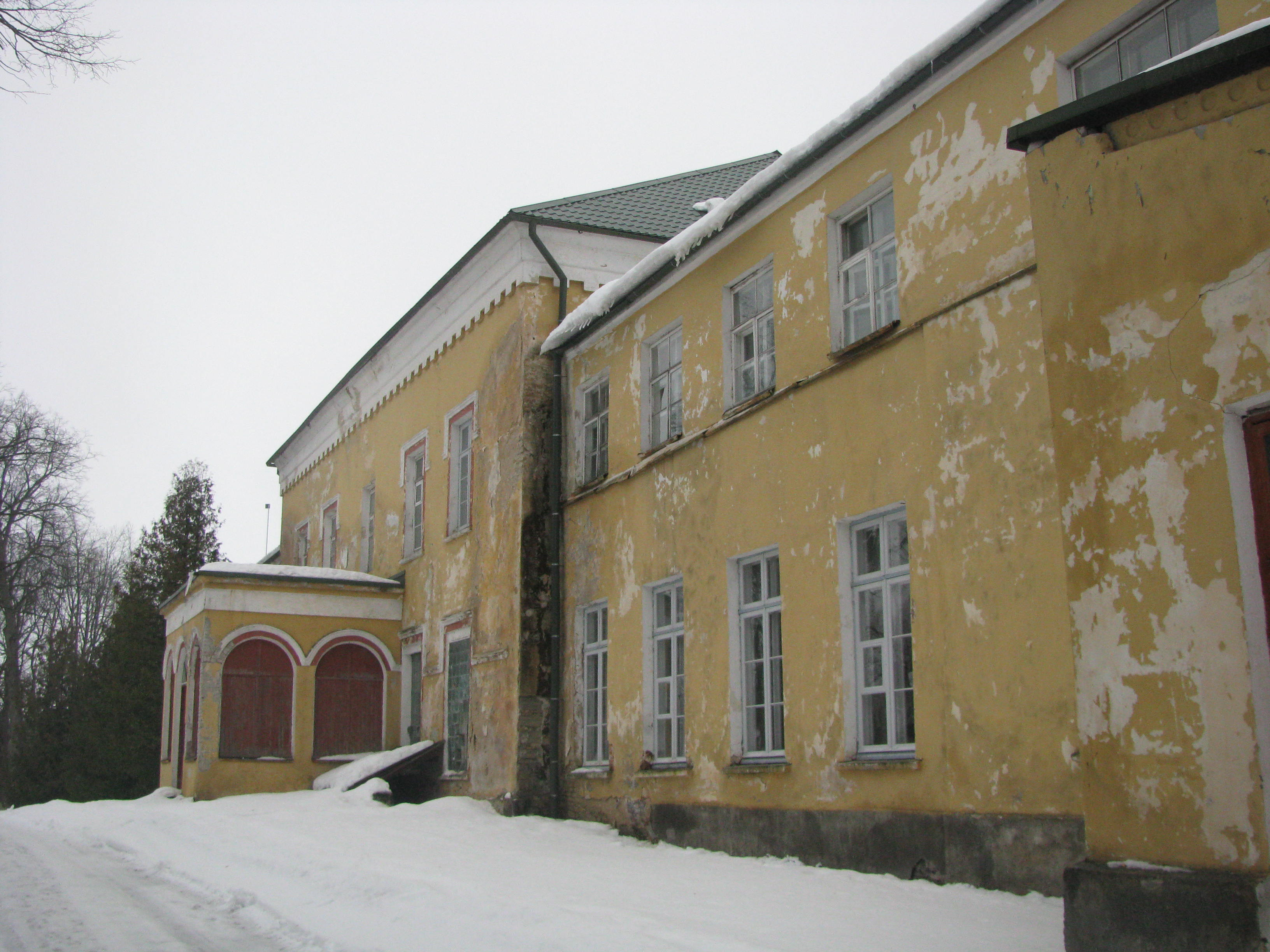
Главное здание мызы Нейенгоф (Ууэмыйза) в 2012 году
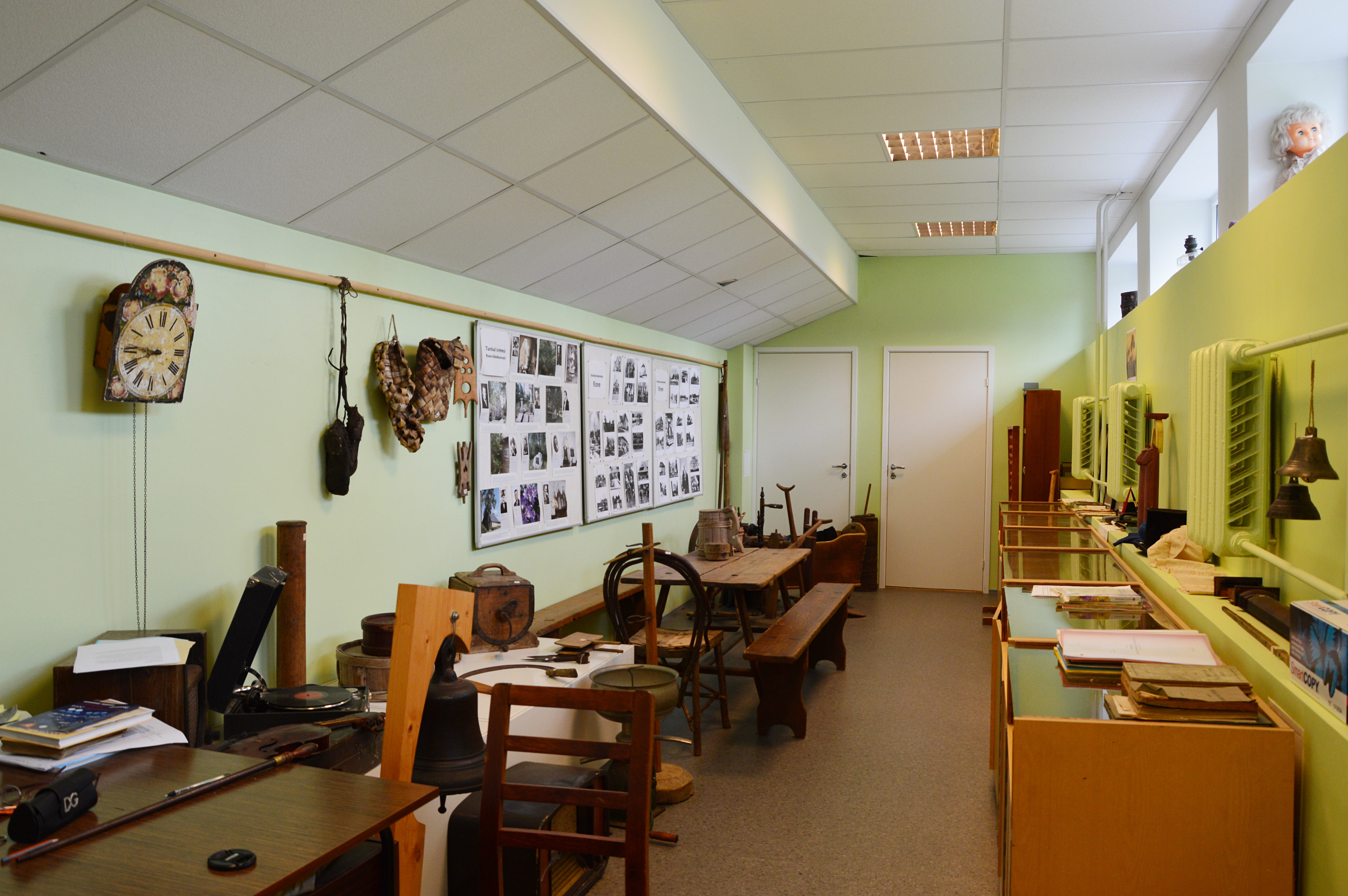
Краеведческий музей Козе-Ууэмыйза
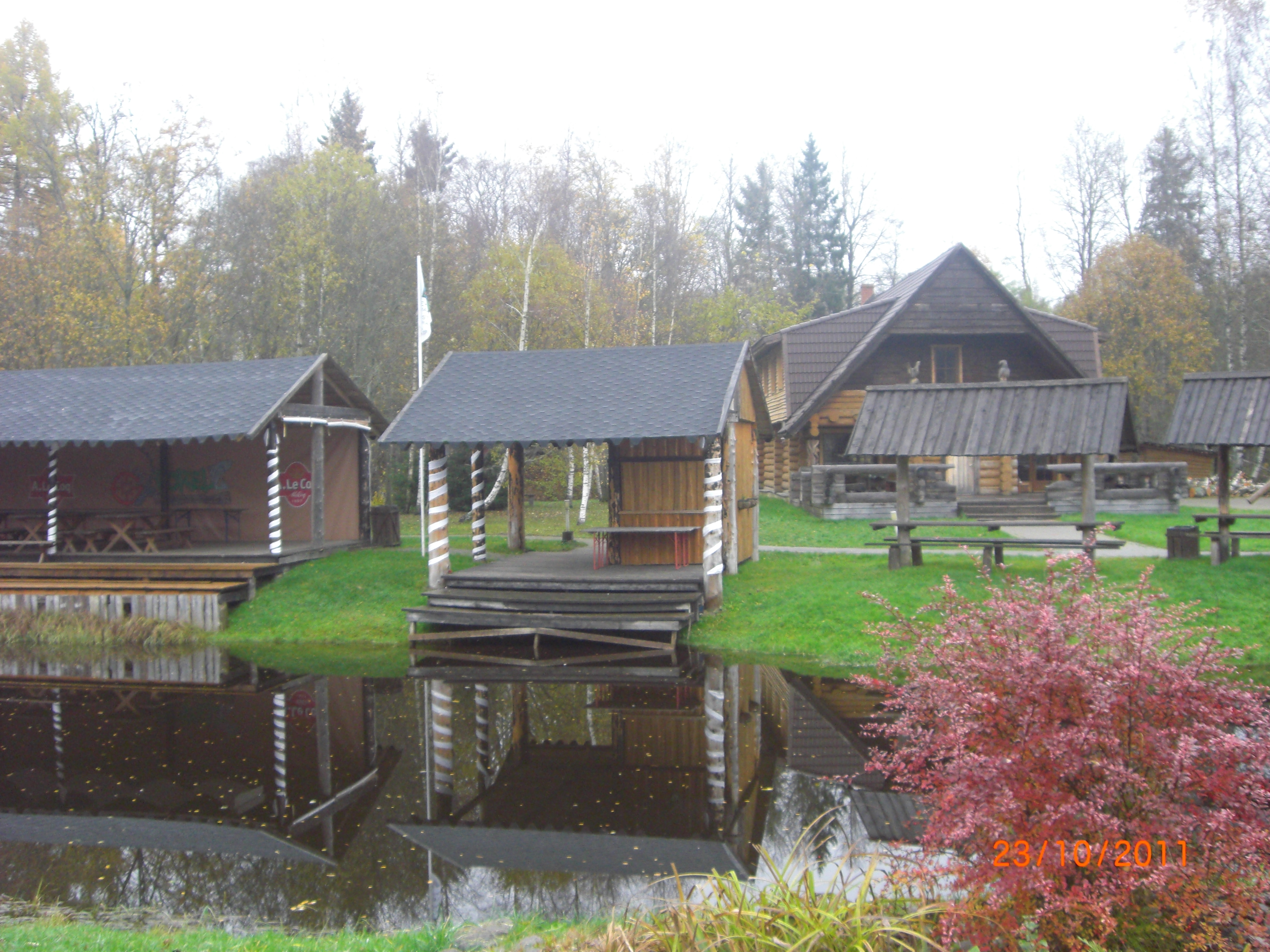
Центр отдыха «Oxforell»
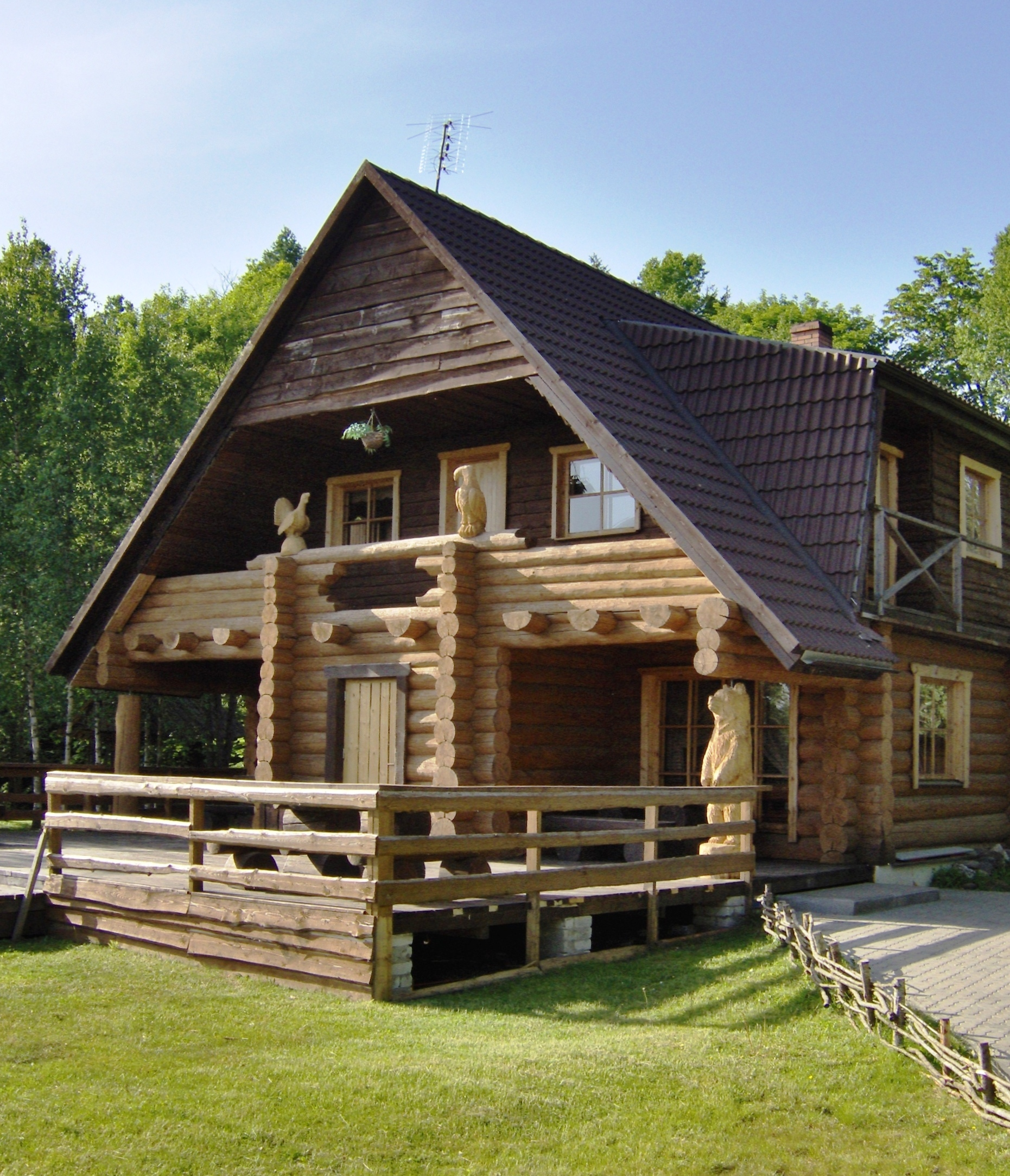
Деревянный домик в центре отдыха «Oxforell»
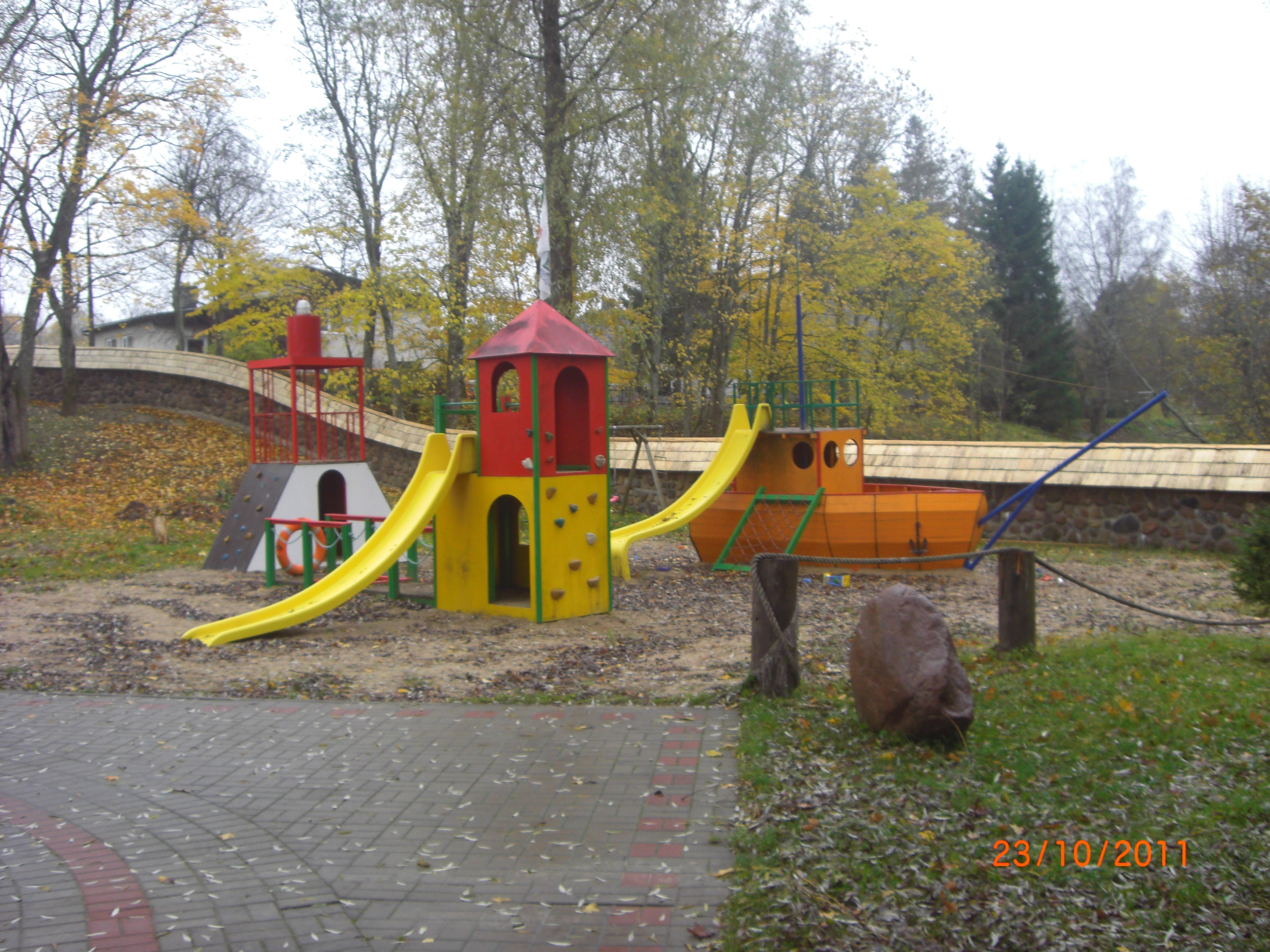
Детская площадка

## Комментарии
1. ↑  Эстонские топонимы, оканчивающиеся на -а, не склоняются и не имеют женского рода (исключение — Нарва)[8].